# Sandakan, Haus Nr. 8
Sandakan, Haus Nr. 8 (japanisch サンダカン八番娼館 望郷 Sandakan Hachiban Bordell Bokyokan Bokyo) ist ein japanisches Drama aus dem Jahr 1974 unter der Regie von Kei Kumai. Der Film wurde 1975 für den Oscar als bester internationaler Film nominiert.

## Handlung
Die junge Journalistin Keiko Mitani recherchiert für einen Artikel über die Geschichte japanischer Frauen, die Anfang des 20. Jahrhunderts als Sexsklavinnen in asiatischen Bordellen arbeiteten. Sie macht Osaki ausfindig, eine ältere Frau, die mit einigen Katzen in einer Hütte in einem abgelegenen Dorf lebt. Osaki willigt ein, ihre Lebensgeschichte zu erzählen, und der Film beginnt mit einer Rückblende in die frühen 1920er Jahre. Die junge Osaki wird von ihrer verarmten Familie als Dienstmädchen nach Sandakan in British Nord-Borneo (heute Sabah, Malaysia) verkauft, wo sie in einem vermeintlichen Hotel arbeitet. Zum Abschied schenkt Osakis verzweifelte und tragische Mutter ihr einen Kimono, den sie in der Nacht vor der Abreise ihrer Tochter von Hand gewebt hatte. Der Kimono wird für immer Osakis wertvollster Besitz bleiben. In Wirklichkeit handelt es sich um ein Bordell namens Sandakan Nr. 8, in dem Osaki, die als junges Mädchen verkauft wird, zwei Jahre lang als Dienstmädchen arbeitet, aber von den Besitzern des Bordells zur Prostitution gezwungen wird. Osaki bleibt bis zum Zweiten Weltkrieg in Sandakan 8 und erfährt in dieser Zeit nie wirkliche Zuneigung, abgesehen von einer kurzen Romanze mit einem armen Bauern, der sie verlässt, als er eines Abends in das Bordell kommt und die zerzauste und erschöpfte Osaki nach dem Dienst mit einem japanischen Marinebataillon sieht, das gerade in der Stadt angelegt hat. Als Osaki nach Japan zurückkehrt, sagen ihr Bruder und seine Frau, die mit dem Geld, das sie ihnen geschickt hat, ein Haus gekauft haben, dass sie zu einer Peinlichkeit geworden sei.
Osaki kehrt nach Sandakan zurück. Am Ende des Krieges heiratet sie einen Japaner, der stirbt. Nach ihrer Rückkehr nach Japan wird sie wegen ihrer Erlebnisse in Sandakan Nr. 8 gemieden und wie eine Ausgestoßene behandelt, selbst von ihrem Sohn, der ein respektables Leben in einer Großstadt führt.

## Produktion
Sandakan, Haus Nr. 8 basiert auf dem 1972 erschienenen Buch Sandakan Brothel No. 8: An Episode in the History of Lower-Class von Yamazaki Tomoko. In dem Buch ging es um „karayuki-san“, die japanische Bezeichnung für junge Frauen, die Anfang des 20. Jahrhunderts in pazifischen Ländern und Kolonien zur sexuellen Sklaverei gezwungen wurden. Das Buch löste in Japan eine Kontroverse aus, da das Thema karayuki-san weder in der Öffentlichkeit noch in der wissenschaftlichen Aufarbeitung der japanischen Geschichte behandelt wurde. Yamazakis Buch war ein Bestseller und wurde mit dem Oya-Soichi-Preis für Sachliteratur ausgezeichnet; bald ließ sie eine Fortsetzung mit dem Titel Die Gräber von Sandakan folgen. Der Filmemacher Kei Kumai kombinierte die beiden Bücher zu einem Drehbuch für Sandakan, Haus Nr. 8.

## Auszeichnungen
Sandakan, Haus Nr. 8 gewann bei den Kinema Junpo Awards 1975 den Preis für den besten Film, die beste Regie und die beste Schauspielerin Kinuyo Tanaka. Tanaka gewann den Preis für die beste Schauspielerin bei den 25. Internationalen Filmfestspielen Berlin, während Kumai bei diesem Festival für die beste Regie nominiert wurde.
Der Film wurde 1975 für den Oscar für den besten internationaler Film nominiert.

## Veröffentlichungen und Kritiken
Der Film kam in den USA erst Ende 1976 in die Kinos. Roger Ebert bemerkte in einer Rezension in der Chicago Sun-Times, dass der Film „sensibel mit dem Material umgeht... der Film ist nicht explizit“
Janet Maslin bezeichnete ihn in einer Rezension für die New York Times als „Film über Prostitution, erzählt aus einer angeblich feministischen Perspektive. Feminismus bedeutet in diesem Fall jedoch nur, dass eine besonders schädliche Form von Männerhass dort eingeführt wird, wo normalerweise pornografische Elemente zu finden wären.“
Der japanische Filmemacher Akira Kurosawa nannte Sandakan No. 8 als einen seiner 100 Lieblingsfilme.

## Einspielergebnisse
Der Film war ein ausländischer Kassenschlager in China, wo er 1978 unter dem Titel 望乡 (Wàng Xiāng) in die Kinos kam. Es war einer der ersten ausländischen Filme, die dort nach dem Ende der Kulturrevolution gezeigt wurden. Zusammen mit Kimi yo Fundo no Kawa o Watare (Manhunt) war er einer der erfolgreichsten japanischen Filme an den chinesischen Kinokassen. Das chinesische Publikum fühlte sich vom Thema der Trostfrauen (die während der japanischen Besatzung in China lebten) angesprochen, und der Film war eine der ersten Darstellungen von Sexualität in chinesischen Kinos. Allein in Peking spielte Sandakan über 3,5 Mio. CN¥ (2,08 Mio. $) an den Kinokassen ein. Insgesamt spielte der Film einen dreistelligen Millionenbetrag an den chinesischen Kinokassen ein.